# Eitorfer Kirmes

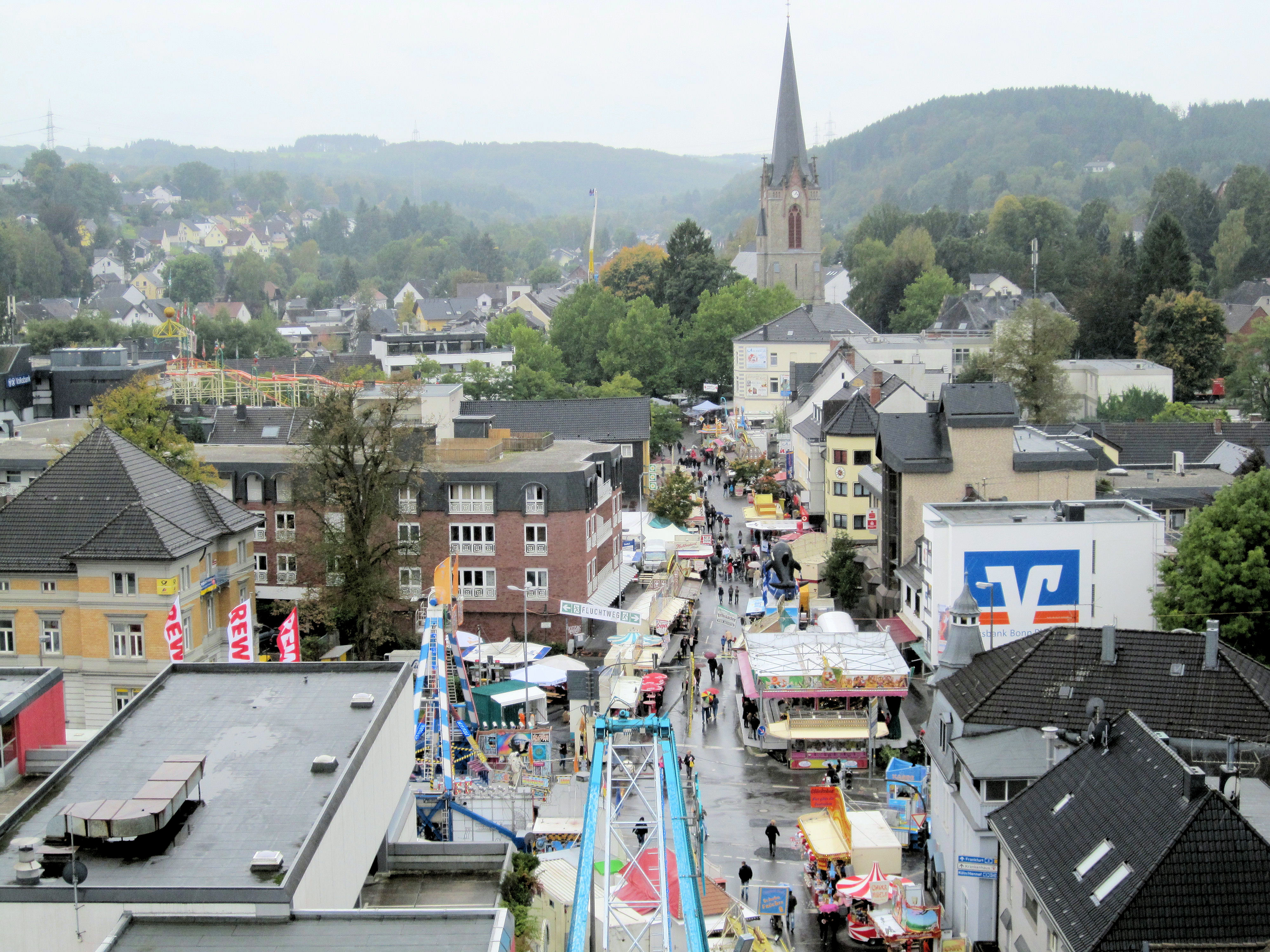
Die Kirmes vom Riesenrad herab

Die Eitorfer Kirmes im Ortskern von Eitorf ist die größte Kirmes des Rhein-Sieg-Kreises. Sie findet am Wochenende vor dem letzten Dienstag im September statt und zieht jährlich Zehntausende von Besuchern an.

## Geschichte
Die Eitorfer Kirmes geht nicht auf das Kirchweihfest zurück, sondern auf den Wachszinstag. Dieser wurde 1145 im Testament von Graf Gerhard von Bonn angeordnet, der der Abtei Michaelsberg die Hälfte seines Allods in Eitorf und dessen Einwohner schenkte, die am Mauritiustag ihrer Wachszinspflicht nachkommen sollten. Im Jahre 2000 fand der Eitorfer Jahrmarkt somit zum 855. Mal statt.
Im Jahr 1589 genehmigte Herzog Wilhelm von Gülich, Cleve, Bergh für „Eitorff in unßerem Ambt Blankenberg gelegen […] zwey Jahrmärkte, nemlich den einen am ersten Sonntag vor S. Martin undt den zweyten am nechsten Sonntag vor Philippi und Jacobi oder Mäytag“. Letzterer war das eigentliche Kirchweihfest und wird heute nicht mehr begangen.

## Ablauf
Eröffnet wird die Eitorfer Kirmes am Samstag um 14 Uhr nach einem Platzkonzert durch den Bürgermeister. Nach einer Eröffnungsrede und Begrüßung der Ehrengäste beginnt mit dem traditionellen Fassanstich die Kirmes.
Sonntags findet im Zelt vor der katholischen Kirche nach dem Gottesdienst um 11 Uhr ein Blaskonzert statt.
Beendet wird die Kirmes am Dienstag um 21 Uhr mit einem Großfeuerwerk. Dieses wurde bereits von verschiedenen Stellen aus gezündet, so vom Alten Friedhof und vom Rathausdach, wo 2009 im Nachgang ein Brand ausbrach.

## Kirmesplatz
Der ursprüngliche Jahrmarkt fand auf dem Wüllesfeld statt, dem heutigen Siegpark bzw. Sportplatzgelände.
Der Bereich der modernen Kirmes zieht sich von der Brückenstraße ab Bahnübergang bis über die Asbacher Straße Höhe Mittelstraße. Neben dem Markt und dem Posthof sind die Goethestraße und die Schmidtgasse Mittelpunkt der Kirmes. In der Cäcilienstraße findet sich ein Plutenmarkt, der sich früher ebenfalls in der Kirchstraße fand. Neu kam 2011 die Bahnhofstraße hinzu.

### Fahrgeschäfte
Das größte Fahrgeschäft ist das Riesenrad auf der Brückenstraße. 2010 war es das 48 Meter hohe Moulin Rouge. Dazu gab es den X-Factor, die Achterbahn Wilde Maus, die Riesenschaukel The Real Nessy, das Kettenkarussell Wellenflieger, einen Autoscooter, einen Break Dancer, den Shaker und den 42 Meter hohen Freak sowie sechs Kinderkarussells und eine Riesenrutsche.

### Stände
Neben einigen weiteren Standattraktionen sind hier auch Schieß-, Wurf- und Losbuden, das Pferderennspiel Kentucky Derby und Verkaufsstände vertreten sowie zahlreiche Speise- und Getränkestände, die oft vereinsgetragen sind. Die örtlichen Vereine nutzen die Gelegenheit eines privaten Stellplatzes oder nehmen an der Verlosung der öffentlichen Stellplätze teil und bieten Getränke für einen Euro an.

### Gaststätten
Im Kirmesbereich kann man in manchen Vereinszelten und überdachten Sitzplätzen dem Herbstwetter entgehen, da dieser aber im Ortskern liegt, bieten auch zwölf Gaststätten und Cafés Einlass.

### Ausschilderung
Neben den Gaststätten stehen vier gut ausgeschilderte öffentliche Toilettenwagen den Bedürfnissen der Gäste zur Verfügung. Ebenso ist die Stationierung des Roten Kreuzes gegenüber der Kirche  für Erste-Hilfe-Leistungen ausgeschildert. Neu war 2010 eine ins Auge fallende Beschilderung der Fluchtwege.

## Verkehrsanbindung
Das Kirmesgelände liegt nur zweihundert Meter vom Eitorfer Bahnhof entfernt.
Daneben sind an den Kirmestagen Pendlerbusse eingerichtet, die halbstündlich oder stündlich fahren. Der nördliche Abfahrtpunkt an der Hauptschule Brückenstraße bedient die Strecke Halft, Alzenbach und Bitze. Der südliche Abfahrtpunkt auf der Asbacher Straße Höhe Gasthof Dresen bedient die Ortschaften Scheidsbach, Mühleip und die Eitorfer Schweiz.

## Sonstiges
Die Eitorfer Schulen haben am Kirmesmontag traditionell schulfreien Tag.